# ディディエ・デファゴ
ディディエ・デファゴ（英: Didier Defago、1977年10月2日 - ）は、スイス、ヴァレー州西部モルジャン出身のアルペンスキー選手。滑降、スーパー大回転といった高速系種目を専門としている。
1996年アルペンスキージュニア世界選手権のスーパー大回転で金メダルを獲得したがその後なかなかタイトルには手が届かずにいた。
2002年のアルペンスキー・ワールドカップスーパー大回転（イタリア）でワールドカップ初勝利、
2003年に滑降、2004年には大回転でスイスチャンピオンに輝いた。2005年のワールドカップではスーパー大回転部門総合4位に入り、全体総合でも自己最高位の6位につけた。
2009年には伝統のあるクラシックレース、ウェンゲンとキッツビュールで優勝し、一週間で二大会を制覇した。このシーズン滑降部門総合、スーパー大回転部門総合とも自己最高位の3位となり全体総合6位になった。
3度目のオリンピックとなった2010年のバンクーバーオリンピックでは滑降で金メダルを獲得した。

## 勝歴
| 日付           | 大会名                            | 開催地             | 種目           |
| -------------- | --------------------------------- | ------------------ | -------------- |
| 2002年12月20日 | 2003 アルペンスキーワールドカップ | ヴァル・ガルデーナ | スーパー大回転 |
| 2009年1月18日  | 2009 アルペンスキーワールドカップ | ウェンゲン         | 滑降           |
| 2009年1月24日  | 2009 アルペンスキーワールドカップ | キッツビュール     | 滑降           |
| 2010年2月15日  | バンクーバーオリンピック          | バンクーバー       | 滑降           |
| 2011年12月29日 | 2012 アルペンスキーワールドカップ | ボルミオ           | 滑降           |
| 2014年1月26日  | 2014 アルペンスキーワールドカップ | キッツビュール     | スーパー大回転 |